# 全球孩童創意行動挑戰
全球孩童創意行動挑戰（英文：Design For Change，簡稱DFC）是一個在印度發起的創意學習活動，為引導中小學孩童透過自主學習發想，尋找身邊的或是社會上的問題，並思考改善方法、解決問題的最佳情境，進而實際行動解決問題的挑戰活動。此挑戰活動於2009年自印度發起，2015年已發展至近40個國家，有超過兩千萬名孩童參與過此挑戰。目前華人世界中，臺灣、香港、澳門、與中國有部分的草根行動者以個人或民間組織的名義響應，在當地舉辦挑戰活動，鼓勵孩童改善社會問題。

## 緣起
2009年，位於印度亞美達巴德市的河濱學校（Riverside School）的吉蘭·貝兒·瑟吉（Kiran Bir Sethi）校長，與幾個當地城市的公益團體討論後，決定效法印度聖雄甘地的精神，發起一個讓學校孩子自己決定解決社區問題的一周活動。此活動名稱為「Joy of Giving」，意思是「付出的喜悅」的活動。
當時學生感到亞美達巴德這座城市對兒童很不友善，所以他們舉辦封街活動 (Street Smart)，在封街舉辦園遊會、畫卡通斑馬線等創意有趣的活動下，改善城市裡頭大人對兒童的輕蔑觀感。
2009年11月，瑟吉女士受邀上TED大會，她利用此次機會，向全球的教育家呼籲，設計讓全球孩童參與的改善生活問題平台，並將活動名稱擴大為「Design For Change」，亦即「透過設計來改變問題」。並開始串連全球的孩童行動
。

### 相關研究理論
- 哈佛的零點計畫
- 史丹佛的英雄計畫、設計思考
- 哈佛大學 The Good Project[4]

## 擴散

### 活動規模
依印度的活動全球負責團隊統計，此活動參與的數字由2009年三萬位孩子，到2010年十萬位孩子，到2011年兩千五百萬位孩子參與。

### 參與組織類型
自從2010年3月的TED演說後，全世界開始有熱心的人士響應，並透過具體的行動一齊在當地推動DFC挑戰。由於DFC並不具有中央決策的管理架構，各地與印度創始單位的合作方式非常多元，所以也無清楚可明確界定的參與資格，在此約略將響應的組織形式大約可分為個人名義、民間組織、或政府機構等三種形式。這並不是很明確的界定，甚至有些地區的參與者也會不同的時期，以不同的形式參與DFC活動。
比方說臺灣的DFC參與者，原本於2010年是以個人名義協助推廣，但於2011年時，他們在臺灣成立了社團法人，並也獲得政府的資源、協助推廣。所以以下三大類並不是全然壁壘分明的分類方式。

#### 個人名義
許多華人世界或是東亞的參與者會對此活動有興趣，幾乎都是從TED演說上獲得相關消息後，透過網路主動聯絡印度主辦單位，進而參與的。這樣的例子有泰國、日本、香港、上海以及早期的臺灣團隊。

#### 民間組織
在南亞許多教育組織已經與創辦人瑟吉女士有過合作關係，所以透過教育單位的合作來推廣。如巴基斯坦、不丹、新加坡、現在的臺灣 、澳門。

#### 政府機構
以墨西哥為最顯著的例子，墨西哥政府全力支援這樣的活動，所以參與的學生也十分大量。

## 造成影響
自2009年發起運動時，DFC陸續有收到各類設計或青年設計獎章，詳見下列細項章節。至2015年，聯合國為2015-2030的全球願景，訂下了17個需要全球合作的永續發展目標，全球孩童創意行動挑戰也列為合作夥伴。

### 獲獎
- Index Award
- Rockefeller Foundation Innovative Award[13]

### 新聞報導
華文世界中，臺灣、香港、澳門、中國的活動皆有許多新聞報導。臺灣的公共電視也曾至印度河濱學校報導兒童行動的專輯。

### 出版書籍
中文：
- 給孩子改變世界的機會(2012/04/05凱信企管出版)
- 童心協力 翻轉地球(2012/09/05凱信企管出版)
- 報告！這裡沒有校長室(2012/12/27天下雜誌出版)
- 創意行動之旅(2015/05 臺灣童心創意行動協會出版)
- 改變世界，我可以！(2015/05/27 遠流出版)

英文：
- I Can Book (2011, 2012, 2013, 2014, 2015)

### 註腳
1. 1 2 3  許芯瑋、社團法人臺灣童心創意行動協會. . 臺灣: 凱信企管. 2012-04-05  [2012-06-09]. ISBN 9789867468932. （原始内容存档于2012-06-25） （中文（繁體））.
2. ↑  . The Hindu.   [2012-06-09]. （原始内容存档于2011-09-18）.
3. ↑  .   [2012-06-09]. （原始内容存档于2012-06-26）. .   [2012-06-09]. 原始内容存档于2012-06-26.
4. ↑  . www.dfcworld.com.   [2016-05-31]. （原始内容存档于2016-06-13）.
5. ↑  Design for Change, , 2014-04-24  [2016-05-31], （原始内容存档于2021-05-05）
6. ↑  Design for Change, , 2013-12-17  [2016-05-31], （原始内容存档于2019-07-07）
7. ↑  . Aspen Ideas Festival.   [2016-05-31]. （原始内容存档于2016-06-01）.
8. ↑  dfctaiwan, , 2015-10-21  [2016-05-31]
9. ↑  .[永久]
10. ↑  .   [2012年6月9日]. 在2011年，澳門崇新文化協會得到瑟吉校長的授權，讓澳門一起加入這場別具意義的挑戰賽。澳門區的挑戰賽於2012年正式開始！。
11. ↑  Design for Change, , 2014-04-24  [2016-05-31]
12. ↑  . The Global Goals.   [2016-05-31]. （原始内容存档于2016-06-01）.
13. ↑  . Dailymotion.   [2016-05-31]. （原始内容存档于2016-08-07）.
14. ↑  公視兒少, , 2015-05-27  [2016-05-31]
15. ↑  公視兒少, , 2015-05-27  [2016-05-31]

## 外部連結
- DFC 全球孩童創意行動挑戰官方網站（页面存档备份，存于）
- 社團法人臺灣童心創意行動協會（页面存档备份，存于）

### 紀錄短片
- 印度的 TEDIndia
- 日本的 TEDxTokyoyz
- 臺灣的 TEDxMonga（页面存档备份，存于）、感恩故事集 （页面存档备份，存于）、大愛年輕人讚起來（页面存档备份，存于）